# Mistrzostwa Świata U-21 w Piłce Siatkowej Mężczyzn 2023

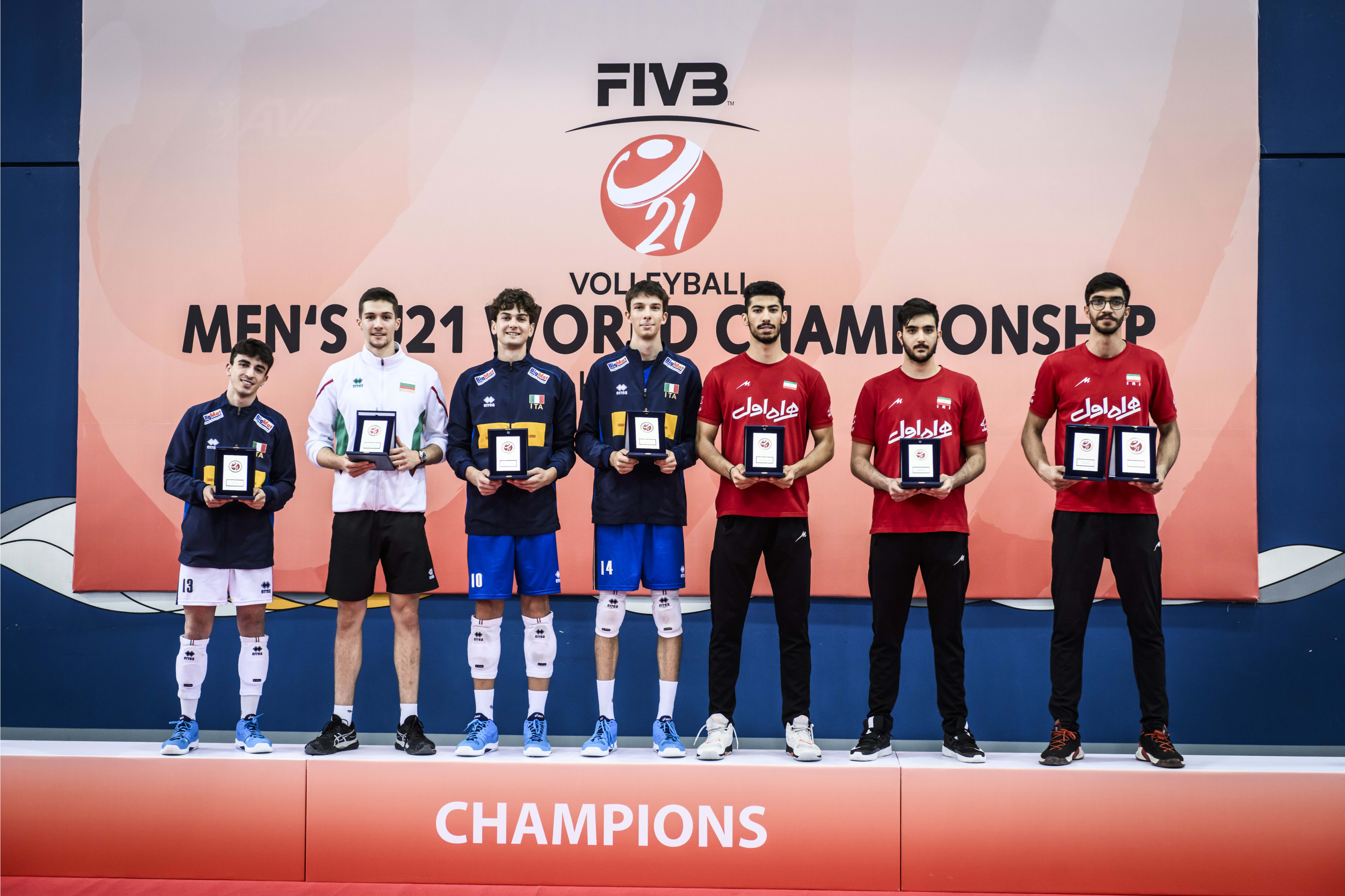
Dream Team Mistrzostw Świata Juniorów 2023

Mistrzostwa Świata U-21 Mężczyzn 2023 odbyły się w Bahrajnie w dniach 7 - 16 lipca 2023. Zespoły rywalizowały w Manamie. W turnieju bierze udział 16 zespołów.

## Skład reprezentacji Polski[2]
Sztab szkoleniowy
- Mateusz Grabda - trener
- Maciej Kołodziejczyk - asystent trenera
- Marcin Ogonowski - asystent trenera

Zawodnicy
- 1. Jakub Majchrzak - środkowy
- 2. Kamil Szymendera - przyjmujący
- 6. Jakub Olszewski - przyjmujący
- 7. Kajetan Kubicki - rozgrywający
- 8. Tytus Nowik - atakujący
- 9. Mateusz Kufka - środkowy
- 10. Alaksiej Nasewicz - atakujący
- 11. Piotr Śliwka - przyjmujący
- 14. Kuba Hawryluk - libero
- 16. Mateusz Nowak - środkowy
- 18. Damian Biliński - rozgrywający
- 20. Marcel Hendzelewski - przyjmujący

## Kwalifikacje
| Nazwa imprezy                                                     | Gospodarz                | Miejsc | Zakwalifikowani          |
| ----------------------------------------------------------------- | ------------------------ | ------ | ------------------------ |
| Gospodarz                                                         | Lozanna                  | 2      | Bahrajn                  |
| według rankingu CEV                                               | Lozanna                  | 3      | Belgia Bułgaria Czechy   |
| Mistrzostwa Europy Juniorów 2022                                  | Montesilvano/Vasto       | 2      | Włochy Polska            |
| Mistrzostwa Ameryki Północnej, Środkowej i Karaibów Juniorów 2022 | Hawana                   | 2      | Stany Zjednoczone Meksyk |
| Ameryka Północna Ranking                                          | Ameryka Północna Ranking | 1      | Kanada                   |
| Mistrzostwa Ameryki Południowej Juniorów 2022                     | Tacna                    | 2      | Brazylia Argentyna       |
| Mistrzostwa Azji Juniorów 2022                                    | Ar-Rifa                  | 2      | Iran Indie               |
| Azja Ranking                                                      | Azja Ranking             | 1      | Tajlandia                |
| Mistrzostwa Afryki Juniorów 2022                                  | Tunis                    | 2      | Egipt Tunezja            |
| Razem                                                             |                          |        | 16                       |

## Drużyny uczestniczące[4]
| Grupa A                                            | Grupa B                                          | Grupa C                                          | Grupa D                                                       |
| -------------------------------------------------- | ------------------------------------------------ | ------------------------------------------------ | ------------------------------------------------------------- |
| Iran U-21 Tunezja U-21 Bahrajn U-21 Tajlandia U-21 | Włochy U-21 Brazylia U-21 Egipt U-21 Meksyk U-21 | Bułgaria U-21 Polska U-21 Kanada U-21 Indie U-21 | Stany Zjednoczone U-21 Argentyna U-21 Czechy U-21 Belgia U-21 |

## System rozgrywek
W turnieju brało udział 16 drużyn podzielonych na 4 grupy po 4 zespoły w każdej. Drużyny w grupach rozgrywały ze sobą mecze systemem każdy z każdym. Po pierwszej fazie z walki o medale odpadały 2 najsłabsze drużyna z każdej grupy. Zespoły te walczyły o miejsca 9-16. Pozostałe drużyny awansowały do 1/8 finału. Zwycięzcy 1/8 finału walczyły systemem pucharowym o miejsca 1-8.

## I Runda[5]

### Faza grupowa[6]

#### Grupa A
| Lp. | Drużyna   | Mecze | Mecze   | Mecze   | Pkt | Sety | Sety | Sety  | Małe punkty | Małe punkty | Małe punkty |
| Lp. | Drużyna   | M     | W (3:2) | P (2:3) | Pkt | wyg. | prz. | ratio | zdob.       | str.        | ratio       |
| --- | --------- | ----- | ------- | ------- | --- | ---- | ---- | ----- | ----------- | ----------- | ----------- |
| 1   | Iran      | 3     | 3 (1)   | 0 (0)   | 8   | 9    | 3    | 3.000 | 282         | 217         | 1.300       |
| 2   | Tajlandia | 3     | 2 (1)   | 1 (0)   | 5   | 7    | 6    | 1.167 | 267         | 290         | 0.921       |
| 3   | Bahrajn   | 3     | 1 (0)   | 2 (1)   | 4   | 5    | 6    | 0.833 | 231         | 239         | 0.967       |
| 4   | Tunezja   | 3     | 0 (0)   | 3 (1)   | 1   | 3    | 9    | 0.333 | 245         | 279         | 0.878       |

Źródło: en.volleyballworld.com
Punktacja: 3:0 i 3:1 – 3 pkt; 3:2 – 2 pkt; 2:3 – 1 pkt; 1:3 i 0:3 – 0 pkt
Zasady ustalania kolejności: 1. liczba zwycięstw; 2. liczba punktów; 3. stosunek setów; 4. stosunek małych punktów; 5. bilans w bezpośrednich meczach
     awans do 1/8 finału
     mecze o miejsca 9-16
Wyniki spotkań
| Data       | Godz. | Drużyna 1 | Wynik | Drużyna 2 | 1     | 2     | 3     | 4     | 5     | Widzów | *      |
| ---------- | ----- | --------- | ----- | --------- | ----- | ----- | ----- | ----- | ----- | ------ | ------ |
| 07.07.2023 | 17:00 | Tajlandia | 1:3   | Iran      | 5:25  | 25:23 | 13:25 | 21:25 |       | 250    | raport |
| 07.07.2023 | 20:00 | Tunezja   | 0:3   | Bahrajn   | 22:25 | 12:25 | 22:25 |       |       |        | raport |
| 08.07.2023 | 17:00 | Iran      | 3:2   | Tunezja   | 22:25 | 22:25 | 25:21 | 25:22 | 15:11 | 120    | raport |
| 08.07.2023 | 20:00 | Bahrajn   | 2:3   | Tajlandia | 24:26 | 25:21 | 25:21 | 21:25 | 12:15 | 1400   | raport |
| 08.07.2023 | 17:00 | Tunezja   | 1:3   | Tajlandia | 25:20 | 17:25 | 22:25 | 21:25 |       | 300    | raport |
| 08.07.2023 | 20:00 | Iran      | 3:0   | Bahrajn   | 25:11 | 25:19 | 25:19 |       |       | 1000   | raport |

#### Grupa B
| Lp. | Drużyna  | Mecze | Mecze   | Mecze   | Pkt | Sety | Sety | Sety  | Małe punkty | Małe punkty | Małe punkty |
| Lp. | Drużyna  | M     | W (3:2) | P (2:3) | Pkt | wyg. | prz. | ratio | zdob.       | str.        | ratio       |
| --- | -------- | ----- | ------- | ------- | --- | ---- | ---- | ----- | ----------- | ----------- | ----------- |
| 1   | Brazylia | 3     | 3 (0)   | 0 (0)   | 9   | 9    | 1    | 9.000 | 247         | 183         | 1.350       |
| 2   | Włochy   | 3     | 2 (0)   | 1 (0)   | 6   | 7    | 3    | 2.333 | 236         | 199         | 1.186       |
| 3   | Egipt    | 3     | 1 (0)   | 2 (0)   | 3   | 3    | 7    | 0.429 | 188         | 223         | 0.843       |
| 4   | Meksyk   | 3     | 0 (0)   | 3 (0)   | 0   | 1    | 9    | 0.111 | 179         | 245         | 0.731       |

Źródło: en.volleyballworld.com
Punktacja: 3:0 i 3:1 – 3 pkt; 3:2 – 2 pkt; 2:3 – 1 pkt; 1:3 i 0:3 – 0 pkt
Zasady ustalania kolejności: 1. liczba zwycięstw; 2. liczba punktów; 3. stosunek setów; 4. stosunek małych punktów; 5. bilans w bezpośrednich meczach
     awans do 1/8 finału
     mecze o miejsca 9-16
Wyniki spotkań
| Data       | Godz. | Drużyna 1 | Wynik | Drużyna 2 | 1     | 2     | 3     | 4     | 5 | Widzów | *      |
| ---------- | ----- | --------- | ----- | --------- | ----- | ----- | ----- | ----- | - | ------ | ------ |
| 07.07.2023 | 11:00 | Meksyk    | 0:3   | Włochy    | 24:26 | 14:25 | 16:25 |       |   | 150    | raport |
| 07.07.2023 | 14:00 | Egipt     | 0:3   | Brazylia  | 15:25 | 15:25 | 20:25 |       |   | 150    | raport |
| 08.07.2023 | 11:00 | Egipt     | 0:3   | Włochy    | 18:25 | 16:25 | 12:25 |       |   | 100    | raport |
| 08.07.2023 | 14:00 | Brazylia  | 3:0   | Meksyk    | 25:12 | 25:17 | 25:21 |       |   | 80     | raport |
| 09.07.2023 | 11:00 | Brazylia  | 3:1   | Włochy    | 25:18 | 22:25 | 25:22 | 25:18 |   | 50     | raport |
| 09.07.2023 | 14:00 | Meksyk    | 1:3   | Egipt     | 13:25 | 20:25 | 25:17 | 15:25 |   | 80     | raport |

#### Grupa C
| Lp. | Drużyna  | Mecze | Mecze   | Mecze   | Pkt | Sety | Sety | Sety  | Małe punkty | Małe punkty | Małe punkty |
| Lp. | Drużyna  | M     | W (3:2) | P (2:3) | Pkt | wyg. | prz. | ratio | zdob.       | str.        | ratio       |
| --- | -------- | ----- | ------- | ------- | --- | ---- | ---- | ----- | ----------- | ----------- | ----------- |
| 1   | Bułgaria | 3     | 3 (1)   | 0 (0)   | 8   | 9    | 4    | 2.250 | 312         | 270         | 1.156       |
| 2   | Polska   | 3     | 2 (0)   | 1 (1)   | 7   | 8    | 4    | 2.000 | 274         | 240         | 1.142       |
| 3   | Kanada   | 3     | 1 (0)   | 2 (0)   | 3   | 4    | 7    | 0.571 | 231         | 267         | 0.865       |
| 4   | Indie    | 3     | 0 (0)   | 3 (0)   | 0   | 3    | 9    | 0.333 | 253         | 293         | 0.863       |

Źródło: en.volleyballworld.com
Punktacja: 3:0 i 3:1 – 3 pkt; 3:2 – 2 pkt; 2:3 – 1 pkt; 1:3 i 0:3 – 0 pkt
Zasady ustalania kolejności: 1. liczba zwycięstw; 2. liczba punktów; 3. stosunek setów; 4. stosunek małych punktów; 5. bilans w bezpośrednich meczach
     awans do 1/8 finału
     mecze o miejsca 9-16
Wyniki spotkań
| Data       | Godz. | Drużyna 1 | Wynik | Drużyna 2 | 1     | 2     | 3     | 4     | 5     | Widzów | *      |
| ---------- | ----- | --------- | ----- | --------- | ----- | ----- | ----- | ----- | ----- | ------ | ------ |
| 07.07.2023 | 11:00 | Indie     | 1:3   | Polska    | 17:25 | 14:25 | 25:20 | 19:25 |       | 80     | raport |
| 07.07.2023 | 14:00 | Kanada    | 1:3   | Bułgaria  | 12:25 | 25:21 | 20:25 | 25:27 |       | 100    | raport |
| 08.07.2023 | 11:00 | Kanada    | 0:3   | Polska    | 14:25 | 17:25 | 21:25 |       |       | 50     | raport |
| 08.07.2023 | 14:00 | Bułgaria  | 3:1   | Indie     | 25:19 | 22:25 | 29:27 | 25:13 |       | 100    | raport |
| 09.07.2023 | 11:00 | Bułgaria  | 3:2   | Polska    | 25:23 | 26:28 | 25:17 | 22:25 | 15:11 | 120    | raport |
| 09.07.2023 | 14:00 | Indie     | 1:3   | Kanada    | 25:18 | 27:29 | 20:25 | 22:25 |       | 100    | raport |

#### Grupa D
| Lp. | Drużyna           | Mecze | Mecze   | Mecze   | Pkt | Sety | Sety | Sety  | Małe punkty | Małe punkty | Małe punkty |
| Lp. | Drużyna           | M     | W (3:2) | P (2:3) | Pkt | wyg. | prz. | ratio | zdob.       | str.        | ratio       |
| --- | ----------------- | ----- | ------- | ------- | --- | ---- | ---- | ----- | ----------- | ----------- | ----------- |
| 1   | Argentyna         | 3     | 3 (1)   | 0 (0)   | 8   | 9    | 3    | 3.000 | 287         | 258         | 1.112       |
| 2   | Belgia            | 3     | 2 (0)   | 1 (1)   | 7   | 8    | 4    | 2.000 | 268         | 263         | 1.019       |
| 3   | Czechy            | 3     | 1 (0)   | 2 (0)   | 3   | 4    | 7    | 0.571 | 252         | 265         | 0.951       |
| 4   | Stany Zjednoczone | 3     | 0 (0)   | 3 (0)   | 0   | 2    | 9    | 0.222 | 243         | 264         | 0.920       |

Źródło: en.volleyballworld.com
Punktacja: 3:0 i 3:1 – 3 pkt; 3:2 – 2 pkt; 2:3 – 1 pkt; 1:3 i 0:3 – 0 pkt
Zasady ustalania kolejności: 1. liczba zwycięstw; 2. liczba punktów; 3. stosunek setów; 4. stosunek małych punktów; 5. bilans w bezpośrednich meczach
     awans do 1/8 finału
     mecze o miejsca 9-16
Wyniki spotkań
| Data       | Godz. | Drużyna 1         | Wynik | Drużyna 2         | 1     | 2     | 3     | 4     | 5    | Widzów | *      |
| ---------- | ----- | ----------------- | ----- | ----------------- | ----- | ----- | ----- | ----- | ---- | ------ | ------ |
| 07.07.2023 | 17:00 | Stany Zjednoczone | 0:3   | Argentyna         | 22:25 | 19:25 | 23:25 |       |      | 90     | raport |
| 07.07.2023 | 20:00 | Czechy            | 0:3   | Belgia            | 20:25 | 20:25 | 22:25 |       |      | 70     | raport |
| 08.07.2023 | 17:00 | Czechy            | 1:3   | Argentyna         | 26:24 | 18:25 | 25:27 | 23:25 |      | 100    | raport |
| 08.07.2023 | 20:00 | Belgia            | 3:1   | Stany Zjednoczone | 25:23 | 16:25 | 25:22 | 25:20 |      | 80     | raport |
| 09.07.2023 | 17:00 | Belgia            | 2:3   | Argentyna         | 25:18 | 30:28 | 15:25 | 23:25 | 9:15 |        | raport |
| 09.07.2023 | 20:00 | Stany Zjednoczone | 1:3   | Czechy            | 19:25 | 25:23 | 23:25 | 22:25 |      | 250    | raport |

## II runda

### Mecze o miejsca 1-8

#### Grupa E
| Lp. | Drużyna   | Mecze | Mecze   | Mecze   | Pkt | Sety | Sety | Sety  | Małe punkty | Małe punkty | Małe punkty |
| Lp. | Drużyna   | M     | W (3:2) | P (2:3) | Pkt | wyg. | prz. | ratio | zdob.       | str.        | ratio       |
| --- | --------- | ----- | ------- | ------- | --- | ---- | ---- | ----- | ----------- | ----------- | ----------- |
| 1   | Iran      | 3     | 3 (0)   | 0 (0)   | 9   | 9    | 1    | 9.000 | 248         | 196         | 1.265       |
| 2   | Bułgaria  | 3     | 2 (0)   | 1 (0)   | 6   | 7    | 3    | 2.333 | 247         | 226         | 1.093       |
| 3   | Polska    | 3     | 1 (0)   | 2 (0)   | 3   | 3    | 6    | 0.500 | 207         | 211         | 0.981       |
| 4   | Tajlandia | 3     | 0 (0)   | 3 (0)   | 0   | 0    | 9    | 0.000 | 156         | 225         | 0.693       |

Źródło: en.volleyballworld.com
Punktacja: 3:0 i 3:1 – 3 pkt; 3:2 – 2 pkt; 2:3 – 1 pkt; 1:3 i 0:3 – 0 pkt
Zasady ustalania kolejności: 1. liczba zwycięstw; 2. liczba punktów; 3. stosunek setów; 4. stosunek małych punktów; 5. bilans w bezpośrednich meczach
     awans do półfinału
     mecze o miejsca 5-8
Wyniki spotkań
| Data       | Godz. | Drużyna 1 | Wynik | Drużyna 2 | 1     | 2     | 3     | 4     | 5 | Widzów | *      |
| ---------- | ----- | --------- | ----- | --------- | ----- | ----- | ----- | ----- | - | ------ | ------ |
| 11.07.2023 | 14:00 | Iran      | 3:0   | Polska    | 25:17 | 25:23 | 25:23 |       |   | 85     | raport |
| 11.07.2023 | 17:00 | Bułgaria  | 3:0   | Tajlandia | 25:21 | 25:18 | 25:20 |       |   | 150    | raport |
| 12.07.2023 | 14:00 | Bułgaria  | 3:0   | Polska    | 25:18 | 35:33 | 25:18 |       |   | 150    | raport |
| 12.07.2023 | 17:00 | Iran      | 3:0   | Tajlandia | 25:11 | 25:16 | 25:19 |       |   | 180    | raport |
| 13.07.2023 | 14:00 | Tajlandia | 0:3   | Polska    | 16:25 | 17:25 | 18:25 |       |   | 65     | raport |
| 13.07.2023 | 17:00 | Iran      | 3:1   | Bułgaria  | 25:17 | 23:25 | 25:22 | 25:23 |   | 150    | raport |

### Grupa F
| Lp. | Drużyna   | Mecze | Mecze   | Mecze   | Pkt | Sety | Sety | Sety  | Małe punkty | Małe punkty | Małe punkty |
| Lp. | Drużyna   | M     | W (3:2) | P (2:3) | Pkt | wyg. | prz. | ratio | zdob.       | str.        | ratio       |
| --- | --------- | ----- | ------- | ------- | --- | ---- | ---- | ----- | ----------- | ----------- | ----------- |
| 1   | Włochy    | 3     | 3 (1)   | 0 (0)   | 8   | 9    | 3    | 3.000 | 278         | 248         | 1.121       |
| 2   | Argentyna | 3     | 2 (1)   | 1 (0)   | 5   | 6    | 5    | 1.200 | 241         | 245         | 0.984       |
| 3   | Brazylia  | 3     | 1 (0)   | 2 (0)   | 3   | 4    | 7    | 0.571 | 259         | 266         | 0.974       |
| 4   | Belgia    | 3     | 0 (0)   | 3 (2)   | 2   | 5    | 9    | 0.556 | 294         | 313         | 0.939       |

Źródło: en.volleyballworld.com
Punktacja: 3:0 i 3:1 – 3 pkt; 3:2 – 2 pkt; 2:3 – 1 pkt; 1:3 i 0:3 – 0 pkt
Zasady ustalania kolejności: 1. liczba zwycięstw; 2. liczba punktów; 3. stosunek setów; 4. stosunek małych punktów; 5. bilans w bezpośrednich meczach
     awans do półfinału
     mecze o miejsca 5-8
Wyniki spotkań
| Data       | Godz. | Drużyna 1 | Wynik | Drużyna 2 | 1     | 2     | 3     | 4     | 5    | Widzów | *      |
| ---------- | ----- | --------- | ----- | --------- | ----- | ----- | ----- | ----- | ---- | ------ | ------ |
| 11.07.2023 | 17:00 | Brazylia  | 3:1   | Belgia    | 25:23 | 25:21 | 22:25 | 25:23 |      | 200    | raport |
| 11.07.2023 | 20:00 | Argentyna | 0:3   | Włochy    | 18:25 | 21:25 | 15:25 |       |      | 100    | raport |
| 12.07.2023 | 17:00 | Brazylia  | 1:3   | Włochy    | 23:25 | 29:31 | 25:18 | 21:25 |      | 400    | raport |
| 12.07.2023 | 20:00 | Argentyna | 3:2   | Belgia    | 21:25 | 25:21 | 23:25 | 28:26 | 15:9 | 80     | raport |
| 13.07.2023 | 17:00 | Włochy    | 3:2   | Belgia    | 23:25 | 25:18 | 25:19 | 16:25 | 15:9 | 100    | raport |
| 13.07.2023 | 20:00 | Brazylia  | 0:3   | Argentyna | 23:25 | 23:25 | 18:25 |       |      | 300    | raport |

## Runda pucharowa

### Mecze o miejsca 5-8
| Data       | Godz. | Drużyna 1 | Wynik | Drużyna 2 | 1     | 2     | 3     | 4 | 5 | Widzów | *      |
| ---------- | ----- | --------- | ----- | --------- | ----- | ----- | ----- | - | - | ------ | ------ |
| 15.07.2023 | 11:00 | Polska    | 3:0   | Belgia    | 25:19 | 25:19 | 27:25 |   |   | 80     | raport |
| 15.07.2023 | 14:00 | Brazylia  | 3:0   | Tajlandia | 25:17 | 25:18 | 25:15 |   |   | 150    | raport |

### Mecz o 7 miejsce
| Data       | Godz. | Drużyna 1 | Wynik | Drużyna 2 | 1     | 2     | 3     | 4 | 5 | Widzów | *      |
| ---------- | ----- | --------- | ----- | --------- | ----- | ----- | ----- | - | - | ------ | ------ |
| 16.07.2023 | 11:00 | Belgia    | 3:0   | Tajlandia | 27:25 | 25:21 | 25:16 |   |   | 80     | raport |

### Mecz o 5 miejsce
| Data       | Godz. | Drużyna 1 | Wynik | Drużyna 2 | 1     | 2     | 3     | 4     | 5 | Widzów | *      |
| ---------- | ----- | --------- | ----- | --------- | ----- | ----- | ----- | ----- | - | ------ | ------ |
| 16.07.2023 | 14:00 | Polska    | 3:1   | Brazylia  | 25:22 | 21:25 | 25:17 | 25:22 |   |        | raport |

### Półfinały
| Data       | Godz. | Drużyna 1 | Wynik | Drużyna 2 | 1     | 2     | 3     | 4     | 5 | Widzów | *      |
| ---------- | ----- | --------- | ----- | --------- | ----- | ----- | ----- | ----- | - | ------ | ------ |
| 15.07.2023 | 17:00 | Włochy    | 3:1   | Bułgaria  | 23:25 | 25:22 | 25:23 | 25:18 |   | 800    | raport |
| 15.07.2023 | 20:00 | Iran      | 3:1   | Argentyna | 23:25 | 25:21 | 25:21 | 25:20 |   | 1300   | raport |

### Mecz o 3 miejsce
| Data       | Godz. | Drużyna 1 | Wynik | Drużyna 2 | 1     | 2     | 3     | 4 | 5 | Widzów | *      |
| ---------- | ----- | --------- | ----- | --------- | ----- | ----- | ----- | - | - | ------ | ------ |
| 16.07.2023 | 17:00 | Bułgaria  | 3:0   | Argentyna | 25:22 | 28:26 | 25:19 |   |   | 200    | raport |

### Finał
| Data       | Godz. | Drużyna 1 | Wynik | Drużyna 2 | 1     | 2     | 3     | 4     | 5    | Widzów | *      |
| ---------- | ----- | --------- | ----- | --------- | ----- | ----- | ----- | ----- | ---- | ------ | ------ |
| 16.07.2023 | 20:00 | Włochy    | 2:3   | Iran      | 20:25 | 25:23 | 25:23 | 16:25 | 9:15 | 1500   | raport |

## Nagrody indywidualne[7]
| Najlepszy zawodnik (MVP) | Najlepszy atakujący    | Najlepsi środkowi                 | Najlepszy rozgrywający | Najlepsi przyjmujący      | Najlepszy libero    |
| ------------------------ | ---------------------- | --------------------------------- | ---------------------- | ------------------------- | ------------------- |
| Amir Mohammad Golzadeh   | Amir Mohammad Golzadeh | Filippo Bartolucci Łazar Bouczkow | Arszia Behneżad        | Mobin Nasri Mattia Orioli | Gabriele Laurenzano |

## Klasyfikacja końcowa[8]
| Miejsce | Reprezentacja          |
| ------- | ---------------------- |
| złoto   | Iran U-21              |
| srebro  | Włochy U-21            |
| brąz    | Bułgaria U-21          |
| 4.      | Argentyna U-21         |
| 5.      | Polska U-21            |
| 6.      | Brazylia U-21          |
| 7.      | Belgia U-21            |
| 8.      | Tajlandia U-21         |
| 9.      | Egipt U-21             |
| 10.     | Czechy U-21            |
| 11.     | Kanada U-21            |
| 12.     | Indie U-21             |
| 13.     | Stany Zjednoczone U-21 |
| 14.     | Meksyk U-21            |
| 15.     | Bahrajn U-21           |
| 16.     | Tunezja U-21           |